# Angelika Gebhard
Angelika Gebhard (* als Angelika Zilcher in Tegernsee) ist eine deutsche Autorin, Filmemacherin, Weltumseglerin und Tierschützerin.

## Leben
Gebhard, Enkelin des Komponisten Hermann Zilcher, machte ihr Abitur in der Max-Rill-Schule in Reichersbeuern in Oberbayern. Nach einem abgeschlossenen Pädagogikstudium in München umsegelte sie acht Jahre lang zusammen mit ihrem späteren Ehemann – dem  Einhand-Weltumsegler Rollo Gebhard – die Welt bis nach Alaska. Am Ende stand eine sportliche Höchstleistung, als sie in sechs Monaten non-stop – ohne in einem Hafen anzulegen – von Australien nach Deutschland segelten. Nach ihrer Rückkehr wurde sie Mitbegründerin und stellvertretende Vorsitzende der „Gesellschaft zur Rettung der Delphine“, die sich zum Ziel gesetzt hat, Fischfang mit Treibnetzen weltweit zu verbieten.
Nach den Weltmeeren bereiste sie europäische Wasserwege mit dem Boot; zuletzt reiste sie mit eigenem Boot auf der Wolga bis zur Mündung ins Kaspische Meer. Bis heute ist es in Russland verboten, mit einem ausländischen Boot auf russischen Binnengewässern unterwegs zu sein. Die Gebhards tarnten ihr Boot mit einer russischen Flagge und klebten nachts russische Registrierungsbuchstaben auf die Bordwand. Als sie schließlich im Hamburger Hafen wieder festmachen, haben sie über 15.000 Kilometer durch Russland und  Europa zurückgelegt.
Seit 1996 arbeitet sie mit dem russischen Künstler Andrey Alexander zusammen. Gemeinsam haben sie Bücher und Bildbände über ihre Reisen durch Russland veröffentlicht und Filmdokumentationen für den BR produziert. Seit 2007 leitet sie das Projekt „Pergamon-Life“, in dem Andrey Alexander in einer Fotokunstrestaurierung den Ost-, Nord-, Süd- und Westfries des Pergamonaltars  rekonstruiert. 2010 erschien im Verlag Edition Panorama ein Kalender, der den damaligen Stand der Arbeit dokumentiert, der auf einem internationalen Kalenderwettbewerb in Baden-Württemberg mit einer Silbermedaille ausgezeichnet wurde. In einer Welturaufführung wurde 2013 im Puschkin-Museum in Moskau unter dem Titel „Giganten gegen Götter – das zweite Leben des Pergamon Altars“ auf 30 m Länge und 4 m Höhe die vollständige Fotorekonstruktion in einer dreimonatigen Ausstellung installiert. Über 300.000 Besucher haben diese Ausstellung besucht. Weitere Ausstellungen folgten. U.a. 2015 im Architekturmuseum in Moskau, 2016 Alushta, Krim. 2017 als Deutschlandpremiere in München, unter der Schirmherrschaft des Bayerischen Staatsministeriums für Bildung und Kultus, Wissenschaft und Kunst, im Museum für Abgüsse klassischer Bildwerke.

## Buchveröffentlichungen
- Wolgareise – Russische Lebensart zwischen Sankt Petersburg und Odessa, Herbig;
- Mit Rollo um die Welt – Tagebuch meiner siebenjährigen Weltumsegelung, Delius Klasing;
- Mit Rollo auf Abenteuerkurs – Spurensuche im Schwarzen Meer, Delius Klasing;
- Zauber der Wolga – Abenteuer unter russischer Flagge,  Delius Klasing;

## Filmdokumentationen
- Kurs Abenteuer: 3-teilige Fernsehserie in Coproduktion mit dem BR über ihre Fahrt mit Rollo Gebhard und Andrey Alexander von Regensburg bis in den Kaukasus
- Zauber der Wolga: 5-teilige Fernsehserie in Coproduktion mit dem BR über  die Erstbefahrung der Wolga mit eigenem Boot
- Unter falscher Flagge: 2-teilige  Fernsehserie in Coproduktion mit dem BR.
- Von Hamburg nach Astrachan und zum Schwarzen  Meer.